# Kamala Surayya
Kamala Surayya (31 mars 1934 – 31 mai 2009), connue sous le nom de plume de Madhavikutty et Kamala Das, est une poétesse indienne et l'une des principales auteures de langue Malayalam (Kerala) en Inde. Sa popularité dans son État d'origine est basée sur ses histoires courtes et autobiographiques ainsi que pour son œuvre en anglais, écrit sous le nom de Kamala Das. Elle est aussi une chroniqueuse appréciée traitant de problématiques comme les droits des femmes et des enfants. Son traitement honnête et sans tabou de la sexualité féminine, libre de culpabilité est pleine d'espoir. Elle est considérée comme une iconoclaste de sa génération.
Le 1er février 2018, Google India célèbre Kamala Das par un Doodle créé par l'artiste Manjit Thapp.

## Enfance
Kamala Surayya est née à Punnayurkulam, un village du district de Thrissur dans l'ancien royaume de Cochin (aujourd'hui l'État du Kerala en Inde), le 31 mars 1934. Elle est la fille de V. M. Nair, un ancien rédacteur en chef du Mathrbhumi et de Nalapat Balamani Amma, une poétesse de langue Malayalam. Elle passe son enfance entre Calcutta, où son père est officier supérieur dans la compagnie de transport Walford et les Nalapat, dans la maison ancestrale de Punnayurkulam. 
À l'âge de 15 ans, elle est mariée à un agent de la banque Madhav Das, qui l'encourage à écrire et à publier à la fois en anglais et en malayalam. Calcutta dans les années 1960 est une période tumultueuse pour les arts et Kamala Das est l'une des voix qui continue d'apparaître dans les anthologies de poètes indiens de langue anglaise. L'anglais reste la langue de l'ensemble de ses six recueils de poésie.

## Carrière littéraire
Elle est connue pour ses histoires courtes écrites en malayalam ainsi que pour ses poèmes en anglais. Elle est également une éditorialiste très populaire dans son pays.
Son premier recueil de poèmes, Summer in Calcutta est considéré comme une bouffée d'air frais dans la poésie indienne de langue anglaise. Elle écrit sur l'amour et la trahison, dans un style très nouveau, face à des poètes indiens encore régis par les règles, la diction et le romantisme du XIXe siècle. Son deuxième recueil, The Descendants, exhorte les femmes :

« Donne lui ce qui te rend femme, le parfum des 

Longs cheveux, le musc de la sueur entre les seins,

La chaleur du sang menstruel, et toutes vos

Faims féminines sans fin... »

Cette franchise suscite des comparaisons avec Marguerite Duras et Sylvia Plath.
À l'âge de 42 ans, elle publie une autobiographie, My Story ; écrite à l'origine en malayalam (Ente Katha), elle le traduit en anglais. Plus tard, elle avoue qu'une grande partie des événements décrits sont fictifs.

« Certains m'ont dit que l'écriture d'une autobiographie comme ça, d'une honnêteté absolue, en ne gardant rien pour soi-même, c'est comme faire un strip-tease.

C'est peut-être vrai. Je vais, tout d'abord, m'entourer de vêtements et d'ornements. Ensuite, j'ai l'intention de décoller cette peau brune et de me briser les os. 

Enfin, j'espère que vous serez en mesure de voir mon âme magnifique, orpheline, cachée sous les os, tout en dessous. 

même la moelle, dans une quatrième dimension. »

Kamala Das écrit sur différents sujets, souvent disparates. Quelques-unes de ses meilleures histoires comprennent Pakshiyude Manam, Neypayasam, Thanuppu, et Chandana Marangal. Elle a écrit quelques romans, dont Neermathalam Pootha Kalam, qui a été reçu favorablement par le public et la critique.
Elle a beaucoup voyagé, lu de la poésie lors de conférences à l'Université de Duisbourg-Essen, à l'Université rhénane Frédéric-Guillaume de Bonn, au Festival des Écrivains d'Adélaïde, à la Foire du livre de Francfort et l'Université de Kingston en Jamaïque. Ses œuvres sont traduites en français, en espagnol, en russe, en allemand et en japonais. Elle a également occupé le poste de vice-présidente de la Kerala Sahitya Akademi, celui de présidente du Kerala Dorestry Board et du Kerala Children's Film Society. Elle est aussi éditeur pour le magazine Poet et de la rubrique poésie du Illustrated Weekly of India.
Bien que considérée parfois comme ne voulant qu'attirer l'attention, elle est maintenant vue comme l'une des plus influentes poétesses indiennes de langue anglaise. En 2009, le journal The Times l'a appelée la « mère de la poésie indienne de langue anglaise moderne. »
Son dernier livre, The Kept Woman and Other Stories, traduisant ses histoires courtes en anglais est publié à titre posthume.

## Vie personnelle
Kamala Das a trois fils - M. D. Nalapat, Chinnen Das et Jayasurya Das. Madhav Das Nalapat, l’aîné, est marié à la princesse Thiruvathira Thirunal Lakshmi Bayi de la maison royale des Travancore. Il est récipiendaire de la Chaire de la Paix de l'UNESCO et professeur de géopolitique à l'Université de Manipal.
Elle meurt le 31 mai 2009 à l'hôpital de Pune, à l'âge de 75 ans. Son corps est transporté à son domicile dans l'État du Kerala. Elle est enterrée au Palayam Jama Masjid à Thiruvananthapuram,.

### Politique
Bien qu'elle ne fut jamais politiquement active, elle lance un parti politique, le Lok Seva, pour offrir l'asile aux orphelins et pour promouvoir la laïcité. En 1984, elle a tenté de contester les élections du Parlement indien.

### Conversion à l'islam
Originaire d'une famille hindou d'ascendance royale, les Nair (Nalapat), elle se convertit à l'Islam le 11 décembre 1999, à l'âge de 65 ans et prend le nom de Kamala Surayya,.

## Prix et reconnaissances
Kamala Das a reçu de nombreux prix, y compris :
- 1963 : P.E.N's Asian Poetry Prize
- 1968 : Kerala Sahitya Akademi Award for Story pour Thanuppu[18]
- 1984 : présélectionnée pour le Prix Nobel de Littérature[19]
- 1985 : Kendra Sahitya Academy Award (en anglais) pour Collected Poems[20]
- 1997 : Vayalar Award pour Neermathalam Pootha Kalam
- 2006 : Doctor of Letters honoraire de l'Université de Calcutta[21]
- 2006 : Muttathu Varkey Award[22]
- 2009 : Ezhuthachan Award[23]

## Œuvres

### En anglais
Roman
- 1976 : Alphabet of Lust

Autobiographie
- 1976 : My Story (traduit en français en 1992 sous le titre L'Histoire de ma vie)

Histoires courtes
- 1977 : A Doll for the Child Protitute
- 1992 : Padmavati the Harlot and Other Stories

Poésie
- 1964 : The Sirens
- 1965 : Summer in Calcutta
- 1967 : The Descendants
- 1973 : The ld Playhouse and Other Poems
- 1979 : Tonight, This avage Rite (avec Pritish Nandy)
- 1984 : Collected Poems
- 1985 : The Anamalai Poems
- 1997 : Only the Soul Knows How to Sing
- 1999 : My Mother at Sixty-Six
- 2001 : Yaa Allah

### En malayalam
- 1964 : Pakshiyude Manam (histoire courte)
- 1966 : Naricheerukal Parakkumbol (histoire courte)
- 1968 : Thanuppu (histoire courte)
- 1982 : Ente Katha (autobiographie)
- 1987 : Balyakala Smaranakal (souvenirs d'enfance)
- 1989 : Varshangalkku Mumbu (roman)
- 1990 : Palayan (roman)
- 1991 : Neypayasam (histoire courte)
- 1992 : Dayarikkurippukal (roman)
- 1994 : Neermathalam Pootha Kalam (roman)
- 1996 : Chekkerunna Pakshikal (histoire courte)
- 1998 : Nashtapetta Neelambari (histoire courte)
- 2005 : Chandana Marangal (roman)
- 2005 : Madhavikkuttiyude Unmakkadhakal (histoire courte)
- 2005 : Vandikkalakal (roman)